# Landesgartenschau Villingen-Schwenningen 2010

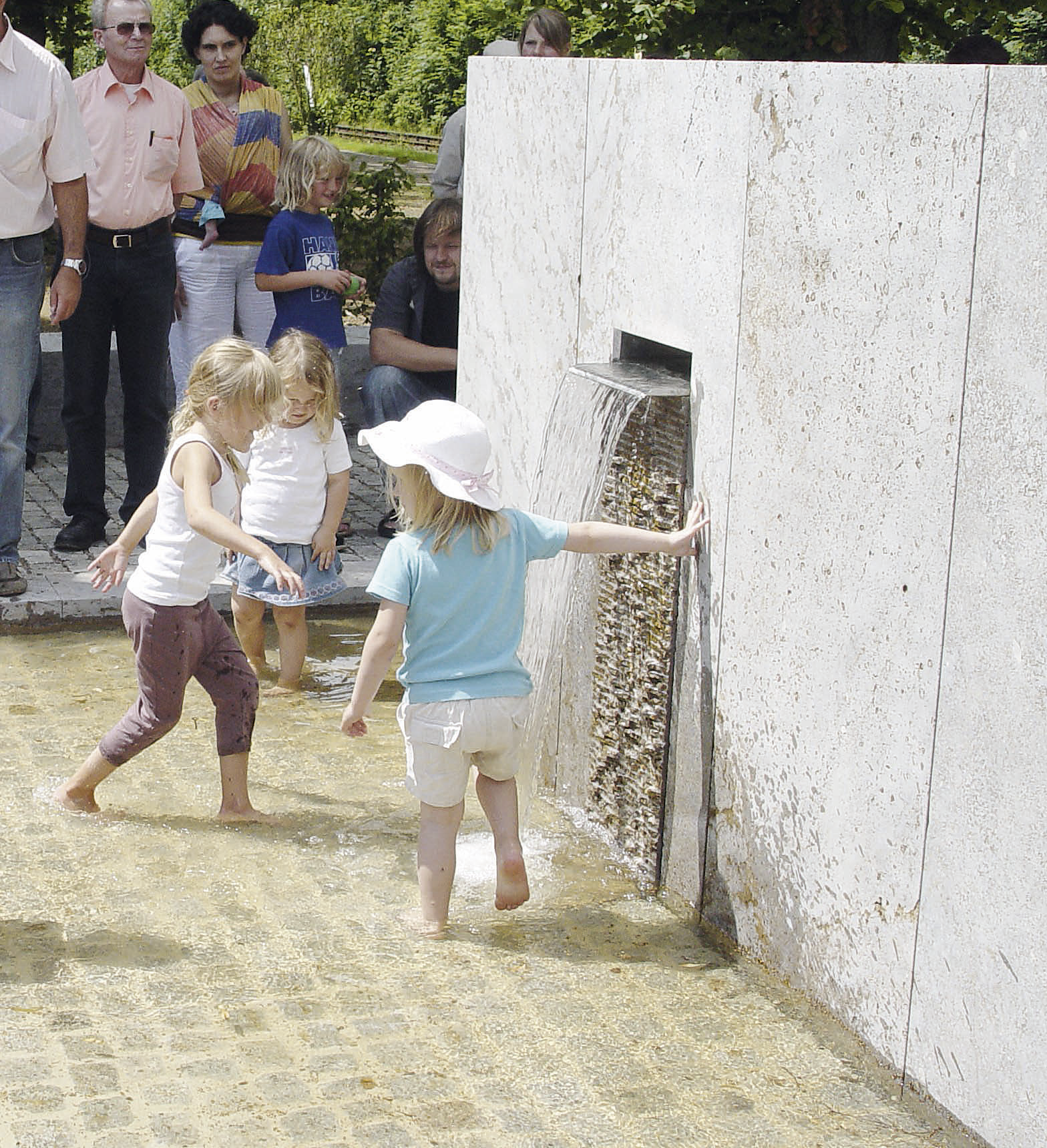
Kinder an der Neckarquelle

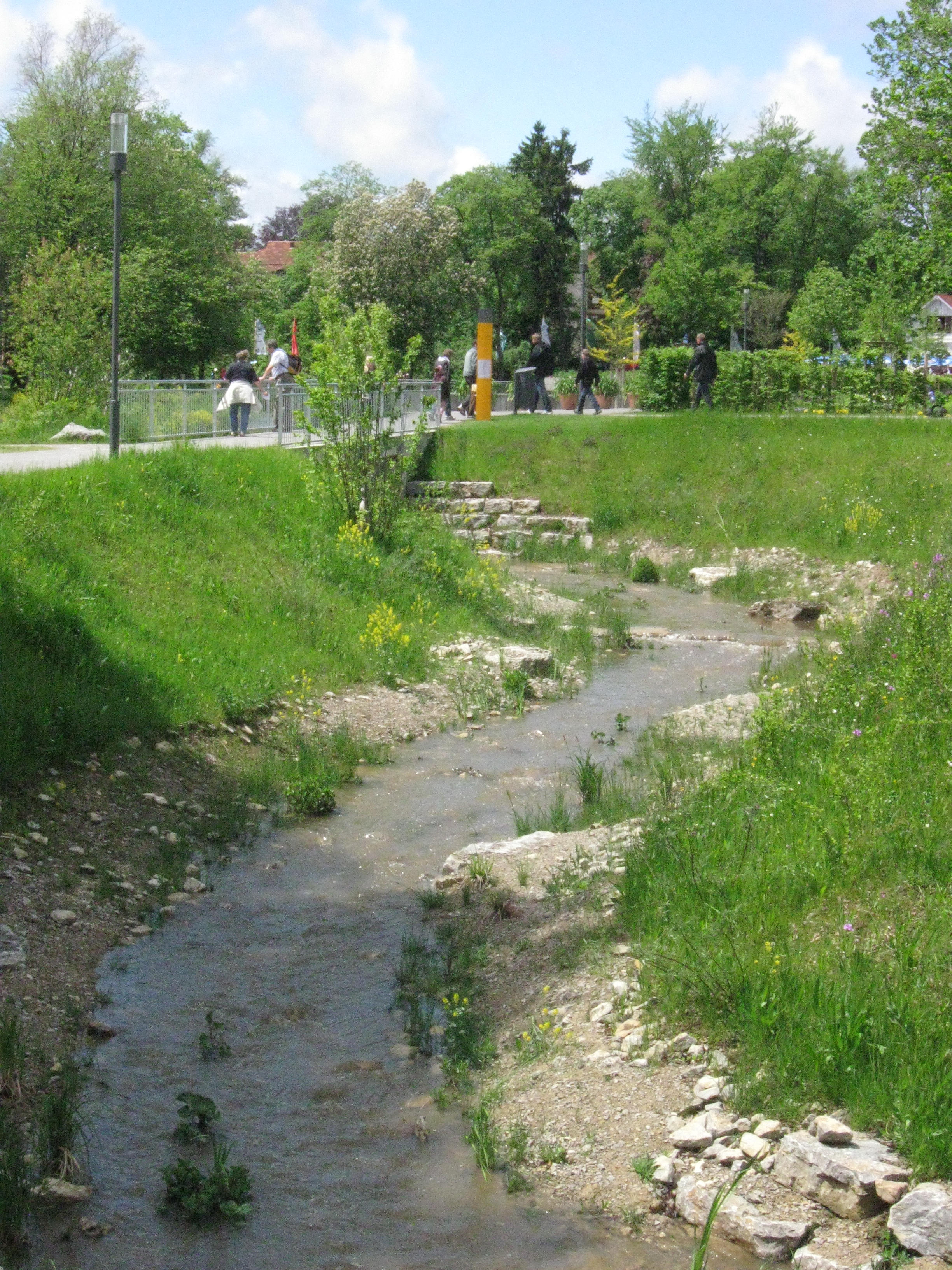
Neu geschaffenes Neckarbett

Die Landesgartenschau Villingen-Schwenningen 2010 war die 30. Landesgartenschau in Baden-Württemberg. Sie fand vom 12. Mai bis zum 10. Oktober 2010 in der Doppelstadt Villingen-Schwenningen statt. Die Gartenschau wurde von 1,1 Millionen Menschen besucht und schloss mit einem Überschuss von 68.000 Euro ab.
Die Stadt bereitete sich seit dem September 2007 auf diese Veranstaltung vor. Die geschaffene Parklandschaft wurde vom Veranstalter als ein „Stadt(t)raum für Erholung, Spiel und Spaß“ beworben.

## Vorgeschichte und Struktur des Gartenschaugeländes
Mitten im Gartenschaugelände, im Schwenninger Moos, entspringt der Neckar, der 367 Kilometer weiter flussab in Mannheim in den Rhein mündet.
Vor der Gartenschau lief der Neckar schon seit Jahrzehnten in einer gedeckten Dole; das durch die Verdolung freigewordene Gelände im und am alten Bachbett hatte man mehr und mehr überbaut. In den letzten Jahren vor der Gartenschau waren jedoch dadurch immer öfter Hochwasser aufgetreten, da sich der Dolenquerschnitt bei stärkeren Niederschlägen als zu eng für die Abfuhr des andrängenden Wassers erwies. Durch Rückstau lief dann der Kanal über und das Wasser bahnte sich seinen Weg in Richtung seines alten Bettes, wobei es im nunmehr besiedelten Bereich immer wieder zu Schäden kam.
Die Stadt suchte Abhilfe und plante die Anlage des „Vorderen Sees“ sowie eines durchgehend offenen Neckarlaufes zusätzlich zum weiter bestehenden Kanal. Die Flutung des alten Bettes hierfür war nicht möglich, weil es inzwischen in großen Bereichen anderen Verwendungen zugeführt worden war. Es musste also, oft auf neu erworbenen Flächen, ein weithin neuer offener Lauf geschaffen werden. Der größere Teil der hierfür erworbenen Fläche war das Terrain des alten Güterbahnhofs. Auf dieser Industriebrache wurde der Gartenschaupark Neckarpark angelegt. Zuvor musste allerdings das mit Stoffen des ehemaligen Chemikalienhandels und der Uhrenindustrie (vor allem Lösungsmittel) kontaminierte Erdreich aufwändig saniert werden, da eine Vergiftung des Grundwassers drohte.
Das Projekt stieß anfangs nicht nur auf Zustimmung. Im Vorfeld gab es innerhalb der Bevölkerung der Stadt Villingen-Schwenningen starke Diskussionen, ob die Landesgartenschau realisiert werden soll. Gründe hierfür waren die hohen Investitionen bei knapper Finanzlage der Stadt sowie die – aus Villinger Sicht – Bevorzugung des Schwenninger Stadtteils.
„Die Natur verbindet“, so lautete das Motto der Gartenschau. „Grün ist ein Bestandteil unserer Lebensqualität“, warben die Veranstalter für einen Besuch des Blumenfestivals am Neckar. Das 24 Hektar große Gelände der Landesgartenschau besteht aus drei Parkbereichen: Einem Landschaftsschutzgebiet, einem klassischen alten Stadtpark Möglingshöhe mit einer 295 Meter langen Kastanienallee mit bis zu 25 Meter hohen Bäumen und dem neu geschaffenen Gartenschaupark.

## Beispiele für Themen- und Schaugärten
Das Hauptbestandteil der Landesgartenschau waren die knapp 30 Themen- und Schaugärten. Der Südwestrundfunk berichtete im Laufe der Ausstellung wiederholt aus seinem sogenannten „Fernsehgarten“.

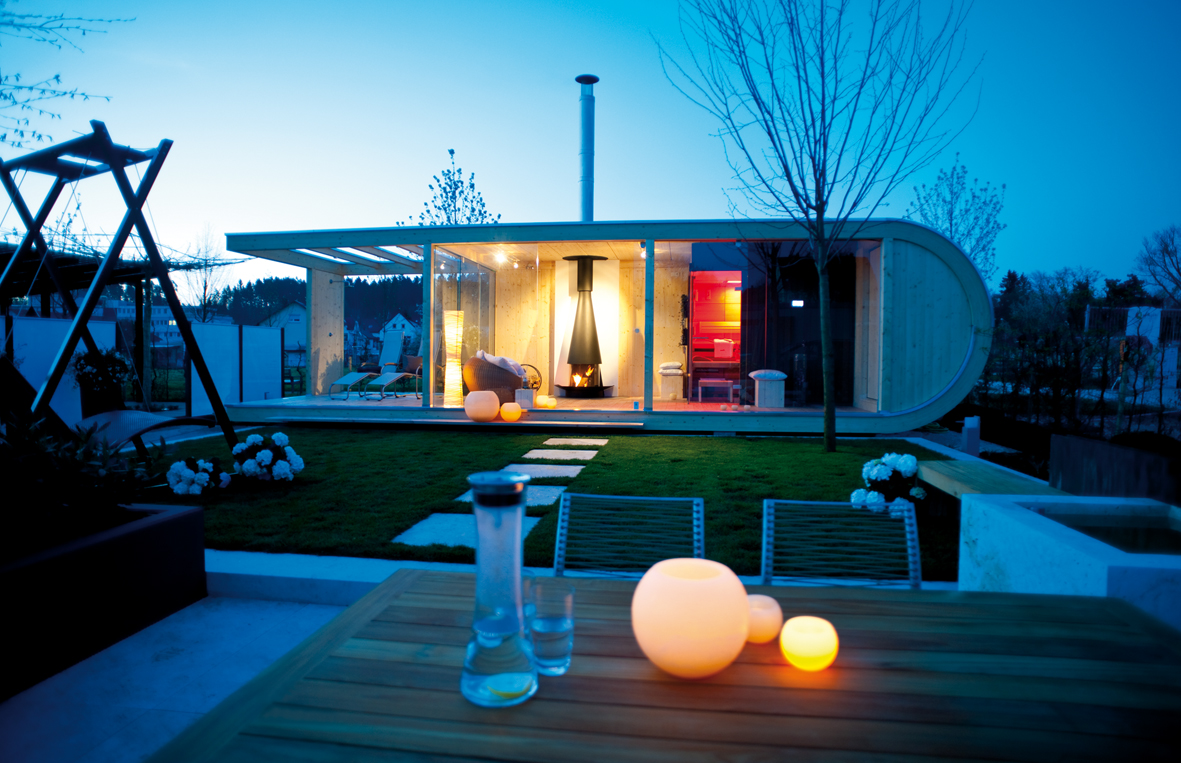
Wellness-Gartenlounge

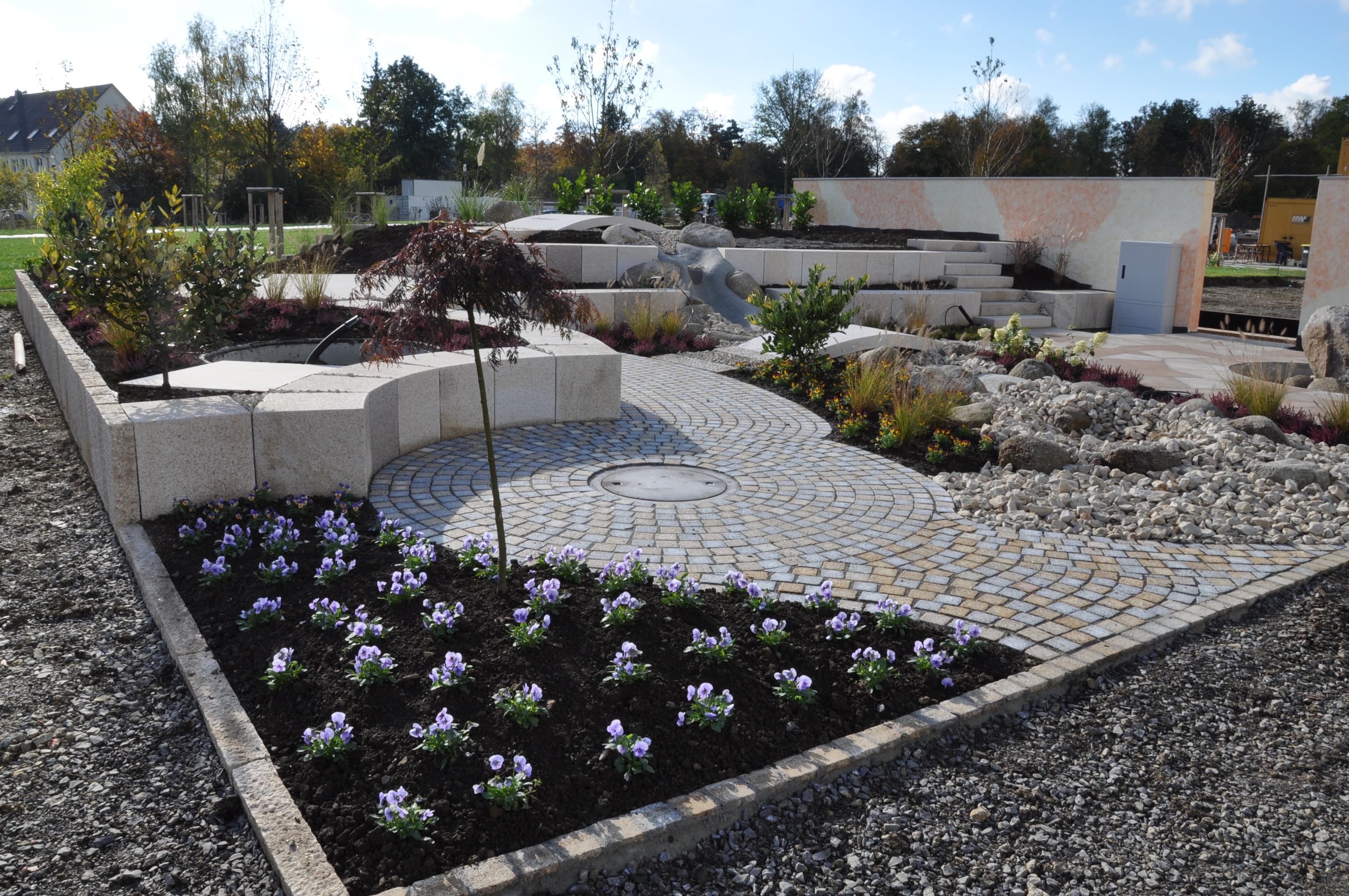
Mustergarten im Neckarpark

Der „Grünzeug-Garten“ mit Grillplatz und Whirlpool war von einer zwei Meter hohen Einfassungsmauer umrahmt. Der Kalkstein dafür kam aus Istrien. Zum Grünzeug zählten kleine Zierapfelbäume. Auch gab es einen „Wellnessgarten“ auf kleinstem Raum mit Außenküche und Schwimmteich. Zentraler Bestandteil des „Wellnessgarten“ war eine knapp 40 m² große Gartenlounge mit Innen- und Außenbereich, die laut Hersteller mit funktionsfähiger Sauna, Kaminofen und Außendusche ausgestattet war.
Im Themengarten „Energie“ kamen, an Wänden und in die Dachbegrünung integriert, Solaranlagen zum Einsatz. Der Schaugarten „Romantik“ bot Erholungsmöglichkeiten. Typisch chinesisch-japanisch war ein ausgestellter Bambusgarten. Der Landesverband der Gartenfreunde hatte seinen Mustergarten unter das Motto „Exoten auf Schwarzwaldhöhen“ gestellt. Hinter einem Gabionenzaun als Windschutz und Wärmespeicher wurden beispielsweise Paprika, Auberginen, Artischocken und Honigmelonen in 700 m ü. NN erfolgreich angebaut.
Einen russischen Garten mit Steppenpflanzen zierte ein Monogramm aus Blumen. In kyrillischen Buchstaben war das Wort „Jasnaja Poljana“ nachgebildet. Dies ist der Name eines Landgutes bei Tula das dadurch bekannt ist, dass hier der Dichter Lew Nikolajewitsch Tolstoi (Krieg und Frieden) geboren wurde. In einem Rosarium auf dem Hubenloch, einem der höchstgelegenen Rosengärten Deutschlands, wurden die 80 Neuheiten unter den Rosensorten der letzten drei Jahre vorgestellt. Kalkfelsen, Kies und sandiger Humus bildeten den Untergrund eines Kakteengartens mit 500 Pflanzen. Trockenheit liebende Kakteen gediehen hier, aber auch winterharte Kakteen wie beispielsweise bis zu 20 Grad Minus aushaltende Opuntien.
Eine Besonderheit waren die sogenannten „Neckargärten“, mit Fitnessgeräten ausgestattet oder für ein Picknick gestaltet waren. Ihre Bepflanzung richtete sich nach dem Verwendungszweck. 250 Pflanzen wie Hauswurz, Glockenblumen, Edelweiß, Mauerpfeffer und Zimbelkraut wuchsen auf einer Trockenmauer und in einer Kräuterschnecke. In einem Himalaya-Heilgarten waren der Anbau und die Verwendung von Heilpflanzen das übergeordnete Thema.
Ein Rundweg von 3,2 Kilometern Länge führte an 60 Ausstellungsbereichen vorbei. Stationen am Rundweg waren ein Barfußpfad mit 20 verschiedenen Bodenbelägen, ein begehbarer Riesenholzpolter des Forstes mit Informationen über den Wald und Europas größtes mobiles Aquarium mit 20 Sorten Neckarfischen.

## Veranstaltungen und Projekte (Auswahl)

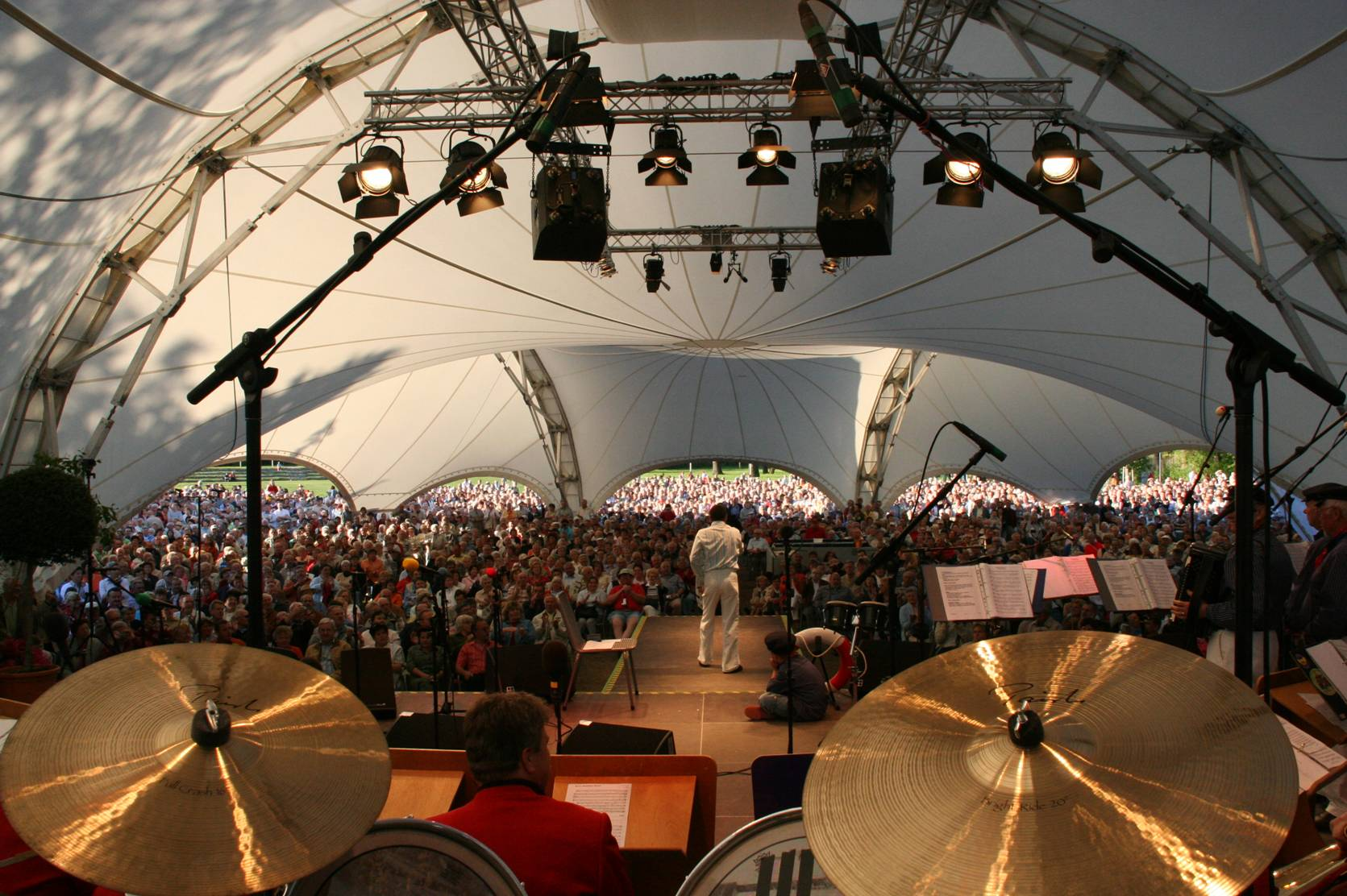
Ein Blick von der Bühne aus

1.500 Veranstaltungen bereicherten die Landesgartenschau. Höhepunkte waren im Juli ein Landesmusikfestival und ein Landestrachtenfest, im Juli und August eine Ausstellung mit lebensgroßen Sauriermodellen und im August ein internationales Treffen von Drehorgelspielern. Der Südwestrundfunk sorgte an 15 SWR4-Radiotagen für Unterhaltung.
Ein deutsch-französischer Garten wurde von Auszubildenden des Garten- und Landschaftsbaus aus Deutschland und Frankreich gestaltet. Diese legten einen Hausgarten an, in dessen Mittelpunkt ein kleines Gewächshaus aus Glas stand.

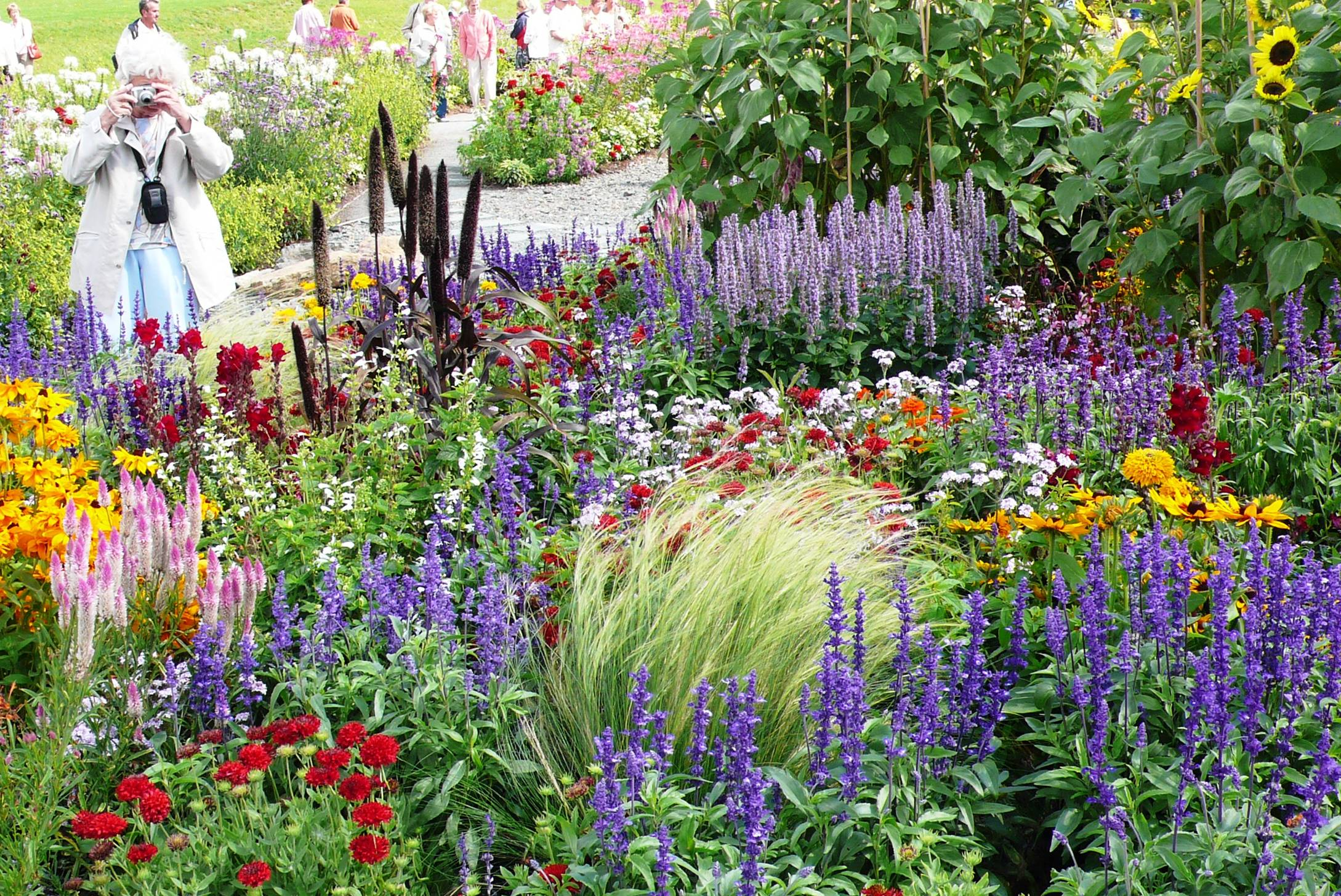
Sommerblumen

Mit der Gattung der Rosen beschäftigte sich der Kunstbeitrag „Rosenprojekt“.
Das Umweltministerium informierte über den Planeten Erde und mit dem Thema Bionik über von der Natur nachgeahmte Technologien. Im Treffpunkt Baden-Württemberg informierten Ministerien über Studienmöglichkeiten, Naturschutz, Wildtiere und Trinkwasser und boten Wein-, Käse- und Milchseminare an.
Im Treffpunkt Grün gaben Vertreter der Gärtnereiverbände und des Obstbaues Auskunft. Kenntnisse über landwirtschaftliche Kulturen und 100 heimische Nahrungsmittel, Futtermittel und nachwachsende Rohstoffe wurden in einem landwirtschaftlichen Labyrinth mit 28 Kehren und elf Ringen vermittelt.

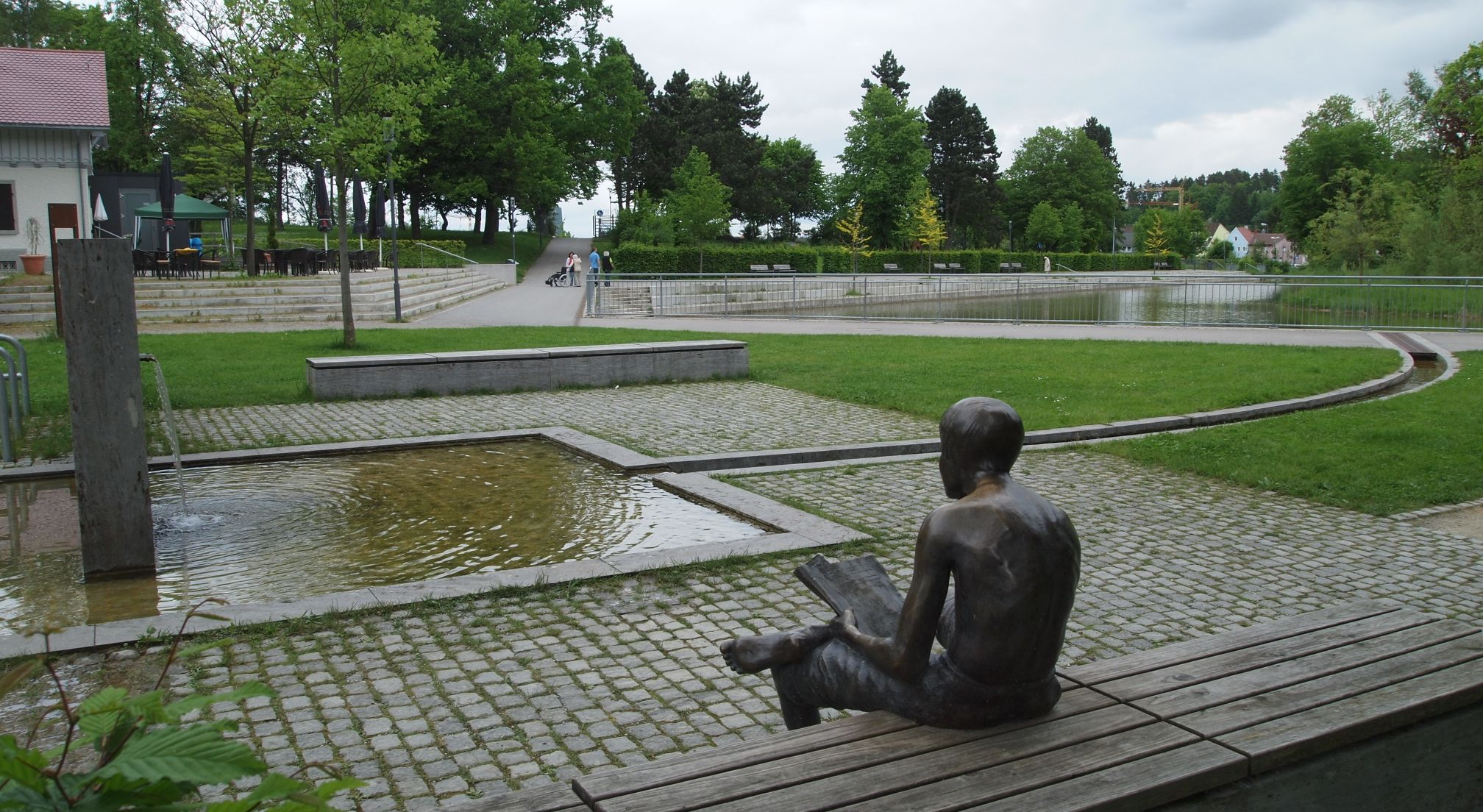
Skulptur an der Neckarquelle

Blumen und Kräuter aus der Provence und eine Ausstellung zum Thema „Absinth“ wurden in zwei Gärten von La Valette und Pontarlier (zwei Partnerstädten Villingen-Schwenningens) präsentiert.
Ein Insektenhotel und der Lerngarten der Volkshochschule waren ein Kooperationsprojekt des Schwarzwaldvereins, des BUND und des NABU.
Auf dem Gelände der Landesgartenschau waren mehr als 200.000 Frühlings- und Sommerblumen und Staudenpflanzen gepflanzt worden, außerdem fanden elf Blumenschauen im Wechsel von zwei Wochen statt. Sie standen unter Themen wie „Sinfonie der Rosen“ oder „Märchenwelt in Blumensprache“.

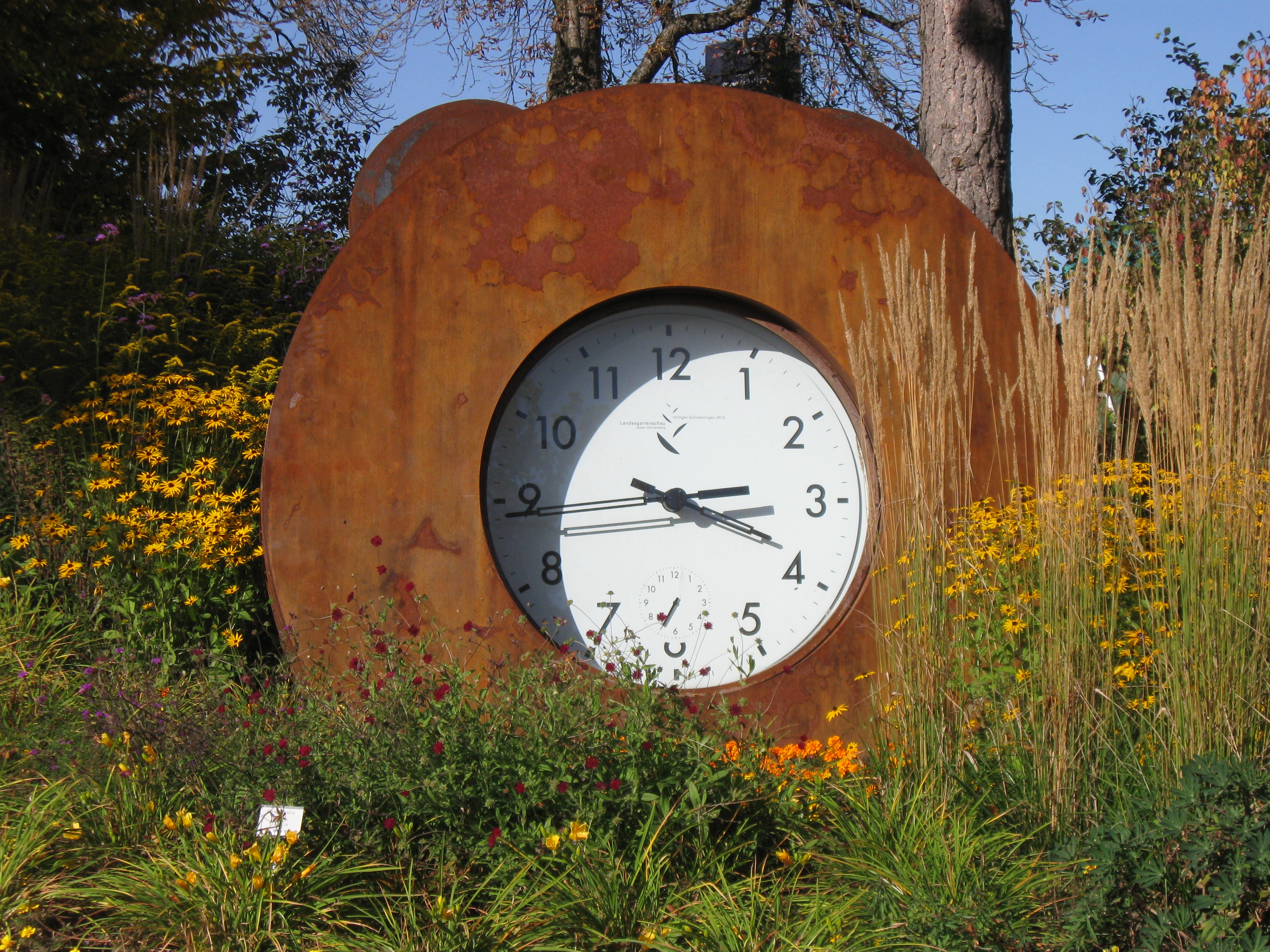
Wecker im Möglingspark

In Anlehnung an die Uhrentradition in Schwenningen war ein Pavillon der fünf christlichen Kirchen in Baden und Württemberg einem Uhrwerk nachempfunden. „Alles hat seine Zeit“ lautete das Motto für den kirchlichen Beitrag. Meditatives Gehen in einem Labyrinth wurde ebenso angeboten wie das Anzünden von schwimmenden Gebetskerzen. In der sogenannten „Biwak-Schachtel“ am Möglingsee wurde eine riesige Kuckucksuhr installiert und im benachbarten Blumengarten ein knapp zwei Meter großer Wecker.
Das „Grüne Klassenzimmer“ zum Experimentieren, die größte Murmelbahn Deutschlands, ein Klettergarten über die Moosbachschlucht (mit fünf Metern Tiefe und einer Breite von 15 Metern die wohl kleinste im Land), Marionettentheater, eine große Spielarena und eine Spielinsel im Neckar waren speziell für Kinder konzipiert.

## Nachnutzung
Große Teile der Attraktionen und Bepflanzungen im Stadtpark und im neu angelegten Gartenschaupark wie die Themengärten, die Gärten der Partnerstädte, die Spielarena und die Spielinsel, die Sportgeräte sowie die Picknick-Ecke bleiben auch nach dem Ende der Gartenschau erhalten. Ein Förderverein kümmert sich um Betrieb und Erhaltung. Im auf der Landesgartenschau als Landespavillon genutzten Bau soll ein Umweltzentrum eingerichtet werden, dessen Finanzierung allerdings noch nicht geklärt ist. Der überdachte Festplatz mit Bewirtungsgebäude steht Vereinen für deren Sommerfeste zur Verfügung.
Auf dem der Bahnlinie zugewandten Teil des Gartenschauparks sollen neue Wohnungen entstehen. Der Teil des Parks, in dem der Neckar fließt und der Neckarradweg verläuft, dient weiter als Erholungs- und Sportfläche.

## Finanzierung
Die 28,9 Millionen Euro Gesamtkosten wurden wie folgt finanziert:
- 8,5 Millionen Euro Einnahmen der LGS-Gesellschaft
- 3,8 Millionen Euro Förderung durch das Land
- 2,0 Millionen Euro Landeszuschüsse für andere Projekte (Neckarradweg durchs LGS-Gelände, Neckaroffenlegung, Zuschüsse der Bahn AG)
- 14,0 Millionen Euro Gesamtzuschuss der Stadt